# Recurvidris
Recurvidris es un género de hormigas perteneciente a la familia Formicidae, categorizado en la tribu Crematogastrini. Fue descrito por Bolton en 1992.

## Especies
- Recurvidris browni Bolton, 1992
- Recurvidris glabriceps Zhou, 2000
- Recurvidris hebe Bolton, 1992
- Recurvidris kemneri (Wheeler & Wheeler, 1954)
- Recurvidris lekakuli Jaitrong, Tokeeree & Pitaktunsakul, 2019
- Recurvidris nigrans Zettel, 2008
- Recurvidris nuwa Xu & Zheng, 1995
- Recurvidris pickburni Bolton, 1992
- Recurvidris proles Bolton, 1992
- Recurvidris recurvispinosa (Forel, 1890)
- Recurvidris williami Bolton, 1992